# Against the Grain (album de Rory Gallagher)
Pour les articles homonymes, voir Against the Grain.
Albums de Rory Gallagher
Irish Tour '74
(1974) Calling Card
(1976)
Against the Grain est le septième album de Rory Gallagher (le cinquième en studio). il est sorti en octobre 1975 sur le label Chrysalis Records et a été produit par Rory Gallagher lui-même.

## L'album
À l'exception de trois titres, toutes les compositions sont de Rory Gallagher.

Against the Grain est le premier album pour sa nouvelle maison de disques Chrysalis.

Buddah Records a réédité l'album en 1999 avec deux bonus tracks.
Cet album se classera à la 121e place du Billboard 200 aux États-Unis et à la 32e place des charts britanniques.

## Informations sur le contenu de l'album
- I Take What I Want est un morceau d'Isaac Hayes et Mabon Hodges écrit pour Sam & Dave (single sorti en 1965).
- All Around Man est une reprise de Bo Carter (1937).
- Out on the Western Plains est une reprise de Leadbelly (1944) dont le titre original est When the Boys Were Out on the Western Plains.

## Liste des titres
- Tous les titres sont signés par Rory Gallagher sauf indications

### Face 1
| No | Titre                  | Durée |
| -- | ---------------------- | ----- |
| 1. | Let Me In              | 4:03  |
| 2. | Cross Me Off Your List | 4:30  |
| 3. | Ain't Too Good         | 3:57  |
| 4. | Souped-Up Ford         | 6:32  |
| 5. | Bought and Sold        | 3:34  |

### Face 2
| No | Titre                     | Auteur                                   | Durée |
| -- | ------------------------- | ---------------------------------------- | ----- |
| 1. | I Take What I Want        | David Porter, Teenie Hodges, Isaac Hayes | 4:23  |
| 2. | Lost at Sea               |                                          | 3:58  |
| 3. | All Around Man            | Bo Carter                                | 5:55  |
| 4. | Out on the Western Plains | Leadbelly                                | 3:53  |
| 5. | At the Bottom             |                                          | 3:23  |

| 11. | Cluney Blues  | 2:13 |
| 12. | My Baby, Sure | 2:55 |

## Les musiciens
- Rory Gallagher : chant, guitares, harmonica
- Gerry McAvoy : basse
- Rod De'Ath : batterie, percussion
- Lou Martin : claviers

## Charts & certifications
| Pays        | Durée du classement | Meilleur classement |
| ----------- | ------------------- | ------------------- |
| États-Unis  | 13 semaines         | 121e                |
| Royaume-Uni | 5 semaines          | 32e                 |

| Pays        | Certification | Ventes    | Date       |
| ----------- | ------------- | --------- | ---------- |
| Royaume-Uni | Argent        | 60 000 +  | 13/06/1978 |
| Royaume-Uni | Or            | 100 000 + | 25/02/2005 |